# Радянська анексія західнобілоруських земель

Планований та дійсний поділ територій згідно з пактом Молотова — Ріббентропа.

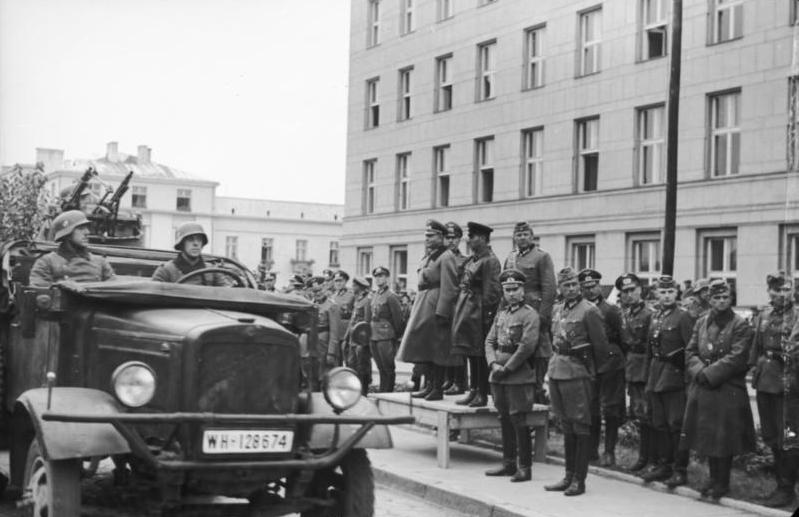
Берестя 22 вересня 1939 року. На трибуні — німецький генерал Гайнц Гудеріан і радянський комбриг Семен Кривошеїн.

Радянська анексія західнобілоруських земель[джерело?] (біл. Уз'яднанне Заходняй Беларусі з Беларускай ССР, рос. Воссоединение Западной Белоруссии с БССР) — анексія Радянським Союзом на основі секретного протоколу щодо розподілу сфер впливу в Європі пакту Молотова — Ріббентропа між Радянським Союзом та нацистською Німеччиною частини білоруських та українських етнічних територій Польщі, включення цих земель до складу СРСР, з їх подальшим входженням до БРСР та встановленням радянського тоталітарного режиму на цих територіях. На цих територіях були розпочаті різні перетворення, що супроводжувалися масовими репресіями «класово-чужих» і «ворогів радянської влади».

## Інкорпорація до складу СРСР
Слідом за Червоною армією в Західну Білорусь для встановлення Радянської влади зі східних регіонів було направлено на партійну роботу 1500 осіб, на комсомольську та господарську — 1200 комуністів та комсомольців, сотні співробітників НКВС, що викликало недовіру серед місцевого населення. В усіх містах та повітах було створено тимчасові управління, у селах — селянські комітети з місцевих активістів, представників Червоної армії та надісланих зі східних регіонів комуністів і комсомольців. Вони створили загони робітничої гвардії, міліції, брали на облік фабрики та заводи. Селянські комітети ділили поміщицької землі та майно серед безземельних та малоземельних селян, які отримали 431 тис. га землі та 14 тис. коней і 33,4 тис. корів.

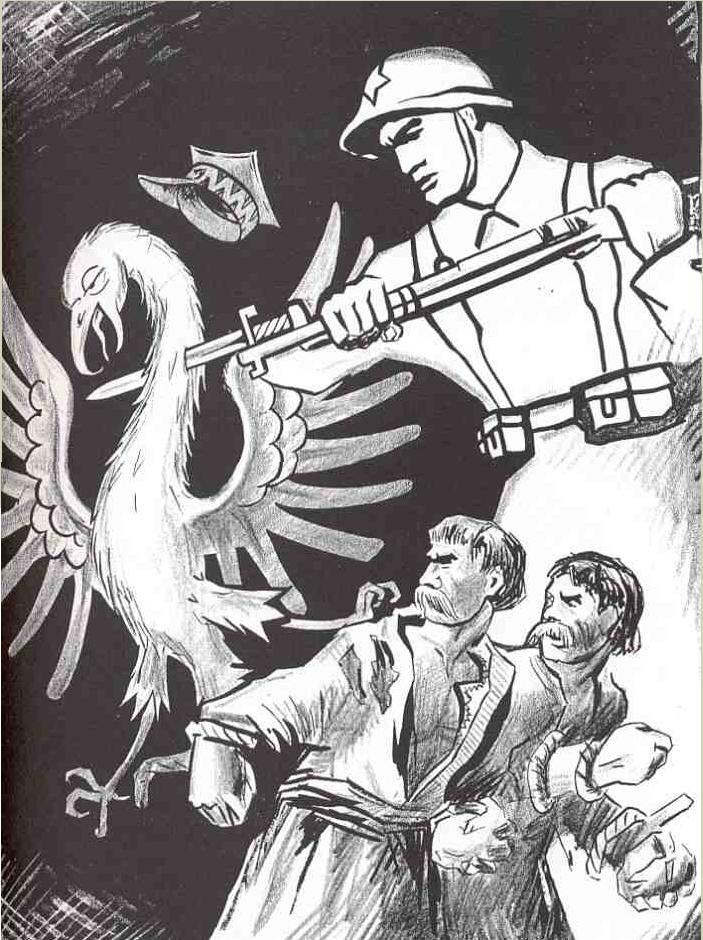
Радянський пропагандистський плакат. Червоноармієць вбиває польського орла, що символізує «звільнення» білоруського та українського селянства від польського панського гніту.

5 жовтня 1939 року Тимчасова управа Білостока звернулася до всіх тимчасових управ краю з пропозицією скликати збори для вирішення питань державного устрою. 3 представників тимчасових управ було створено комітет з організації виборів, що відбулися 22 жовтня 1939 року. З 3926 обраних депутатів народних зборів 563 були з селян, 197 — з робітників, 166 — з інтелігенції й інших верств населення. Серед депутатів було: 621 білорус, 127 поляків, 72 єврея, 53 українці, 43 росіянина і 10 представників інших національностей.
28-30 жовтня 1939 року в Білостоці відбулися Народні збори Західної Білорусі. Вони ухвалили декларації про оголошення радянської влади на всій території Західної Білорусі, конфіскацію поміщицьких земель, націоналізацію банків і великої промисловості. Збори постановили просити Верховну Раду СРСР та Верховну Раду БРСР прийняти Західну Білорусь до складу СРСР та БРСР. Народні збори обрали повноважну комісію у складі 66 осіб для передачі Верховним Радам СРСР та БРСР його рішень. 2 листопада 1939 року сесія Верховної Ради СРСР та 12 листопада сесія Верховної Ради БРСР прийняли закони про включення Західної Білорусі до складу СРСР та возз'єднання її з БРСР.
Попри український національний характер регіону, до БРСР було приєднане Поліське воєводство (Берестейщину). Кордон між УРСР і БРСР прокладено не за етнічною білорусько-українською межею, а за адміністративною межею між Волинським і Поліським воєводствами з частковим випрямленням шляхом приєднання до УРСР Камінь-Каширського повіту та окремих сіл Кобринського і Дорогичинського повітів. Рішення не враховувало думку місцевого населення та було ухвалене винятково на основі адміністративної належності регіону в складі попередніх держав (Берестейське воєводство перебувало в складі Великого князівства Литовського, а Гродненська та Мінська губернії у Віленському генерал-губернаторстві Російської імперії). Радянське керівництво в останньому начебто посилалося на висновки ректора Білоруського університету Володимира Пічети. Проти цього рішення в Бересті, Кобрині та Пинську відбулися демонстрації жителів цих міст з проханням включити ці землі до складу УРСР. Серед місцевого населення збиралися підписи за приєднання до України. Водночас до Львова на національні збори Західної України вирушила депутація Полісся, якій однак більшовики відмовили у праві взяти участь у заході чи надати допомогу. Тоді депутація Полісся на чолі із Семеном Городчуком відправилася в Москву, де їм також відмовили в обговоренні цього питання. Питання входження Поліського воєводства до України підтримав й голова уряду УРСР Микита Хрущов, проте Сталін відхилив його звернення. Активно за приєднання Берестейщини до БРСР ж виступав перший секретар ЦК Компартії Білоруської РСР Пантелеймон Пономаренко. 4 грудня 1939 року замість Поліського воєводства створені Берестейська та Пинська області БРСР. Україна внаслідок такого поділу зазнала значних демографічних, територіальних і економічних втрат.
У листопаді-грудні 1939 року відбулася націоналізація підприємств та банків. Були націоналізовані не тільки великі й середні підприємства, але й велика частина дрібних, що суперечило рішенням народних зборів Західної Білорусі. Оновлювалися та реконструювалися підприємства, будувалися нові фабрики й заводи. Дрібні підприємства і ремісниче-кустарні майстерні були об'єднані в більш великі, збільшилася кількість робітничого класу, поступово ліквідовувалося безробіття. До кінця 1940 року в західних областях БРСР діяли 392 промислових підприємства з кількістю робітників понад 20 осіб. Обсяг валової продукції порівняно з 1938 роком збільшився більш ніж в 2 рази. До війни було створено 1115 колгоспів, які об'єднали 6,7 % господарств і 7,8 % землі. Їх обслуговували 101 МТС, в яких налічувалося 997 тракторів, 368 сівалок, 193 автомашини. На землях найкращих маєтків були організовані 28 радгоспів.
У західних областях була введена радянська система соціального забезпечення, безкоштовне медичне обслуговування населення, відкрито багато поліклінік, лікарень, диспансерів. У 1940/41 навчальному році діяло 5958 загальноосвітніх шкіл, з яких 4500 вели навчання білоруською мовою, 5 інститутів, 25 середніх спеціальних навчальних закладів. До кінця 1940 року працювали 5 драматичних театрів, 100 кінотеатрів, 92 будинки культури, 220 бібліотек. Були відкриті обласні театри в Бересті, Білостоці, Барановичах, Пінську.

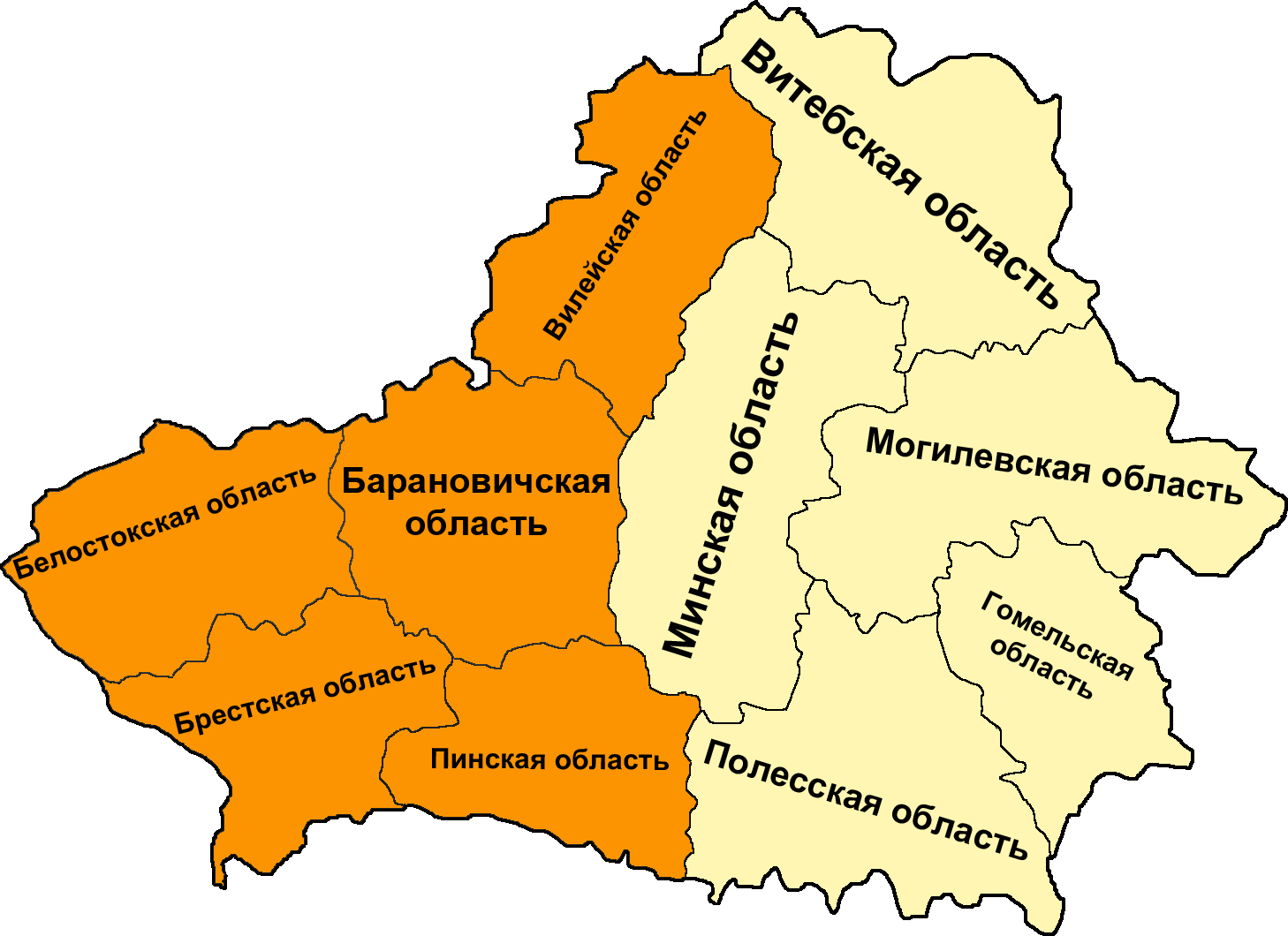
Адміністративний поділ Білорусі у 1940 році.

У грудні 1939 року — січні 1940 року був введений новий адміністративно-територіальний поділ Західної Білорусі: створені Барановицька, Білостоцька, Берестейська, Вілейська та Пінська області і райони (101), а в лютому — березні 1940 року — сільради, партійні і комсомольські організації. Місцеві органи влади західних областей влилися в сталінську командно-адміністративну системи й стали її складовою частиною.
Колективізація викликала опір частини заможних селян. Велася анти-колгоспна агітація, були випадки підпалу колгоспних будівель, окремих терористичних актів. Але в цілому боротьба проти колгоспів у західнобілоруському селі не досягла значних розмірів. Відносно куркульства проводилася політика обмеження. У квітні 1941 року для західних областей БРСР були встановлені норми землекористування в розмірі 10, 12, 15 га землі залежно від місцевих умов. У деяких районах органами НКВС у Східну Білорусь було виселено частину заможного селянства, але в більшості районів виселення не проводилося.

## Репресії
Одночасно із заходами щодо розширення соціальної бази нової влади сталінський репресивний апарат розпочав посилену боротьбу з «ворогами народу». Відразу після вступу Червоної Армії на території Західної Білорусі почалися політичні репресії. На 22 жовтня було заарештовано 4315 поміщиків, капіталістів, представників колишньої польської адміністрації, поліцейських, керівників політичних партій і організацій. За рішенням НКВС СРСР у справах військовополонених і заарештованих у квітні — травні 1940 р. були розстріляні 21 857 осіб, у тому числі 14 700 тих, хто перебував у таборах для військовополонених у Козельську, Старобільську, Осташкові, і 7305 — в інших таборах та тюрмах Західної Білорусі та Західної України. 5 грудня 1939 РНК СРСР прийняв секретну постанову про виселення із західних областей України і Білорусі осадників та працівників лісової охорони. У період першої депортації (10 лютого 1940 року), в якій брали участь 16 279 осіб оперативно-командного складу, було репресовано 9584 господарства (50732 особи). У квітні було репресовано 26777 осіб. 29 червня 1940 органи НКВС БРСР провели третю операцію, цього разу по виселенню біженців із західних областей. У цей день було репресовано та завантажено у вагони 747 сімей.
Після приєднання Берестейщини до БРСР більшовицька влада почала його деукраїнізацію — у паспортах усіх жителів регіону вписувалася національність «білорус», закриваються українські школи, відділи «Просвіт» та інших українських організацій, арештовуються українські діячі, здійснюються спроби створення колгоспів. Водночас здійснюється білорусифікація і паралельно впроваджується російська мова. Прикладом такої політики були дії завідувача Кобринського повітового відділу освіти Гобермана, який проводив «викорчовування петлюрівських недобитків», влаштувавши в українські школи натомість випускників з Мінська. Тільки в ніч з 17 на 18 червня 1941 у Берестейському та Кобринському повітах НКВС арештувало 30 українських учителів. Загалом з вересня 1939 року до лютого 1941 року в приєднаних до БРСР областях було арештовано з політичних міркувань 822 українці. Попри те, що в 1940 році нова влада запровадила в Берестейській області 747 білоруських шкіл, 58 шкіл поки що залишалися українськими. Незабаром кількість українських зменшилася до 30 проти 799 білоруських, 77 російських, 56 польських і 21 єврейської. В умовах більшовицької окупації на Берестейщині розгорнув діяльність підпільний український рух опору.
У 1939–1941 роках на території західних областей існували польські підпільні організації «Союз боротьби за незалежність Польщі», «Союз збройної боротьби», «Союз польських патріотів», «Стрільці», «Сокіл», «Визволителі», «Партизанка» та інші. Вони не склали зброю, писали та поширювали антирадянські листівки, в яких закликали поляків до опору окупантам-більшовикам, до підготовки збройного повстання задля відновлення Польщі, у складі якої вони бачили і Західну Білорусь. За період з жовтня 1939 по липень 1940 було розкрито і ліквідовано 109 підпільних організацій. У цей час були заарештовані 5587 членів партії ППС, Бунда, «Стронництва народового», ПОВ та інших. У ніч з 19 на 20 червня 1941 була проведена операція з арешту учасників повстанських організацій. Всього було репресованим 24412 осіб. Таким чином, з жовтня 1939 до 20 червня 1941 року у західних областях Білорусі було репресованим за винятком військовополонених понад 125 тис. осіб.

## Сучасний статус
Після укладення 30 липня 1941 Угоди Сікорського-Майського території Західної Білорусі, на той момент окуповані гітлерівською Німеччиною, отримали невизначений статус. Питання про належність територій було вирішене на користь СРСР на Ялтинській конференції та закріплене на Потсдамській. Договором від 16 серпня 1945 між Союзом Радянських Соціалістичних Республік і Польською Республікою «Про радянсько-польський державний кордон» ці території (з невеликими відступами на користь Польщі) були закріплені за СРСР. Після розпаду СРСР території входять до складу Республіки Білорусь.

## Оцінки

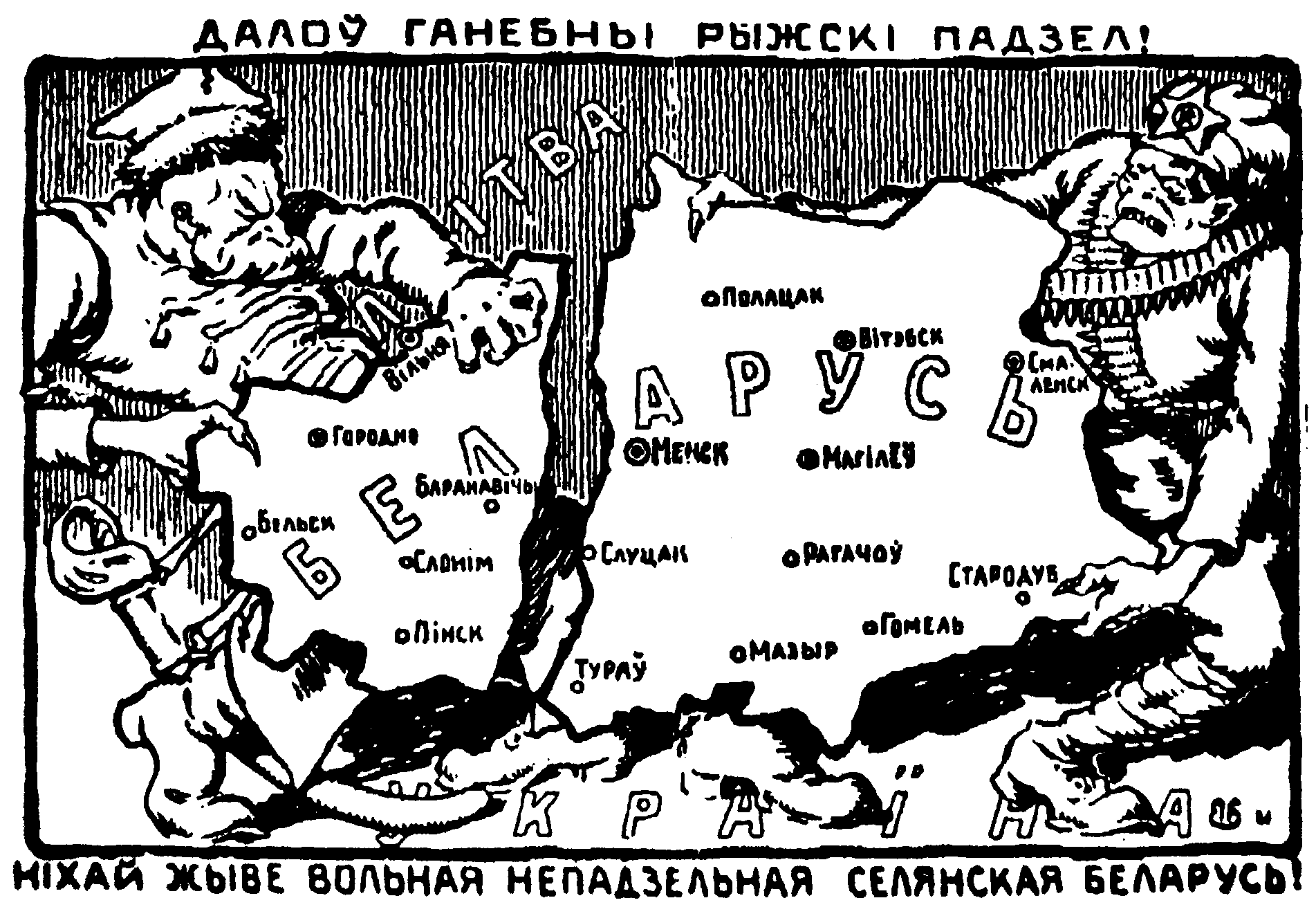
Карикатура «Геть ганебний Ризький поділ!», 1921 рік

У радянській (та власне у білоруській) історіографії до 1980-х років ця подія однозначно оцінювалася як акт звільнення від соціального і національного гніту Польщі; акт історичної справедливості, ліквідація насильницького поділу Білорусі за умовами Ризького мирного договору 1921 року. З кінця 1980-х років в білоруській історіографії присутня течія, що розцінює цю подію негативно з погляду поширення на цю частину білоруських земель радянської влади, іноді виключно з цієї точки зору.
17 вересня 2014 року відбулося 75-річчя «Возз'єднання Західної Білорусі з БРСР», яке подекуди відзначали на районному рівні. У 2016 році проросійськими громадськими об'єднаннями був створений Комітет 17 вересня, покликаний популяризувати ідею святкування цієї дати. Лише один раз президент Білорусі офіційно поздоровляв населення з Возз'єднанням Західної Білорусі з БРСР на 70-річний ювілей в 2009 році.
У 2021 році Олександр Лукашенко оголосив 17 вересня «Днем народної єдиності», назвавши події цього дня «актом історичної справедливості щодо білоруського народу, поділеного всупереч його волі у 1921 році за умовами Ризького мирного договору».